# Wigspons
De wigspons (Suberites virgultosus) is een sponssoort in de taxonomische indeling van de gewone sponzen (Demospongiae). Het lichaam van de spons bestaat uit kiezelnaalden en sponginevezels, en is in staat om veel water op te nemen. De spons behoort tot het geslacht Suberites en behoort tot de familie Suberitidae. De wetenschappelijke naam van de soort werd, als Halichondria virgultosa, voor het eerst geldig gepubliceerd in 1842 door Johnston.

## Beschrijving
De wigspons is een grote, bleke sponssoort in de vorm van een afgeplatte zak, die op schelpen in het zand groeit. De kleur is meestal licht geelbruin, het oppervlak is glad en de spons heeft één enkele uitstroomopening, bovenop de bol.

## Verspreiding
Van de wigspons is bekend dat die voorkomt (endemisch) in centrale Noordzee en op de Doggersbank. Sporadisch wordt deze sponzensoort waargenomen in de Oosterschelde. De soort kan verward worden met de verwante vijgspons (Suberites ficus), die vaker op de Noordzee en de Noordwest-Europese kust wordt waargenomen. 